# مغامرات مسعور ومذعور
مغامرات مسعور ومذعور (الاسم الأصلي: The Adventures of Sam & Max: Freelance Police)، هو مسلسل تلفزيوني أمريكي-كندي، يستند إلى سلسلة Sam & Max الكوميدية لستيف بورسيل. تحكي السلسلة عن محققين خاصين وهما الكلب سام، والأرنب ماكس (مسعور ومذعور في الدبلجة العربية)، يقعان في قضايا غريبة ومواجهة المجرمين المسؤولين. تمت دبلجة المُسلسل عن طريق مركز الزهرة وعُرض على قناة سبيستون. جميع حلقات المسلسل متاحة على منصة سبيستون غو.

## الممثلون
- إياس أبو غزالة - مذعور
- مأمون الفرخ

## روابط خارجية
- مغامرات مسعور ومذعور على موقع IMDb (الإنجليزية)
- مغامرات مسعور ومذعور على موقع كينوبويسك (الروسية)
- مغامرات مسعور ومذعور على موقع ألو سيني (الفرنسية)
- مغامرات مسعور ومذعور على موقع قاعدة بيانات الفيلم (الإنجليزية)
- مغامرات سام وماكس: ملخص
- Sam & Max 'في Toonopedia دون ماركشتاين . نسخة محفوظة 28 مايو 2024 at Archive.is من 10 فبراير 2017.